# Ursoaia (okręg Marusza)
Ursoaia (węg. Urszajatelep) – wieś w Rumunii, w okręgu Marusza, w gminie Papiu Ilarian. W 2011 roku liczyła 124 mieszkańców.